# Sven Svensson (apotekare)
Sven Erland Svensson, född 1 juli 1904 i Torshälla, död 28 juli 1988 i Rönninge, var en svensk apotekare och innehavare av Apoteket Mården i Stockholm 1947–1970.

## Biografi
Svensson föddes i Torshälla 1904. Föräldrarna var frisörmästare Gustaf Svensson och dennes fru Anna Svensson, född Jonsson.
Efter studentexamen i Eskilstuna 1922 studerade Svensson farmakologi och tog kandidatexamen i det ämnet 1926. 1929 avlade han apotekarexamen. 
Efter att ha varit anställd vid Apotek Kronan i Eskilstuna, garnisonsapoteket i Stockholm och filialapoteket vid Veterinärhögskolan (VHS) samt som kemist vid Statens veterinärbakteriologiska anstalt, blev Svensson 1939 chef för garnisonsapoteket i Stockholm. Han blev därefter chef för militärapoteket, för vilket han ledde färdigställandet 1940–1946. Svensson var även mellan 1940–1947 chef för Förvarets sjukvårdsförvaltnings läkemedelssektion. I egenskap av chef för militärapoteket utsågs Svensson 1945 till riddare av första klassen i Vasaorden.
Svensson var från 1947 och fram till sin pensionering 1970 innehavare av Apoteket Mården på Norrmalm i Stockholm. Hans apoteket drev även en filial vid Veterinärhögskolan. 
Svensson var ledamot i Sällskapet för veterinärmedicinsk forskning och i Svenska Läkaresällskapet. Han deltog även i statliga utredningar på läkemedelsområdet samt skrev artiklar i facktidskrifter. 
Svensson gifte sig 1935 med Maja, född Lundh, och fick tillsammans med hustrun sedermera två döttrar och en son.

## Utmärkelser
- Riddare av första klassen av Vasaorden, 1945.
- Innehavare av Haakon VII:s frihetskors, 1949.

### Tryckta verk
- Paul Harnesk, red (1962). Vem är Vem?: Stor-Stocholm (andra upplagan). Stockholm: Bokförlaget Vem är Vem AB. sid. 1254. https://runeberg.org/vemarvem/sthlm62/1278.html. Läst 3 augusti 2024
- Bengt Sköldenberg, red (1970). Sveriges statskalender. Uppsala: Kungliga vetenskapsakademien. sid. 502. https://runeberg.org/statskal/1970/0502.html. Läst 3 augusti 2024

### Dagstidningar
- ”Utmärkelsetecken på den 6 juni fördelade”. Dagens Nyheter:  s. 14. 7 juni 1945.
- ”Norska frihetsmedaljer”. Svenska Dagbladet:  s. 4. 26 mars 1949.
- ”Dödsruna”. Dagens Nyheter:  s. 39. 11 augusti 1988.
- ”Dödsruna”. Dagens Nyheter:  s. 27. 5 augusti 1988.
- ”Dödsannons”. Dagens Nyheter:  s. 28. 5 augusti 1988.